# 다윗성

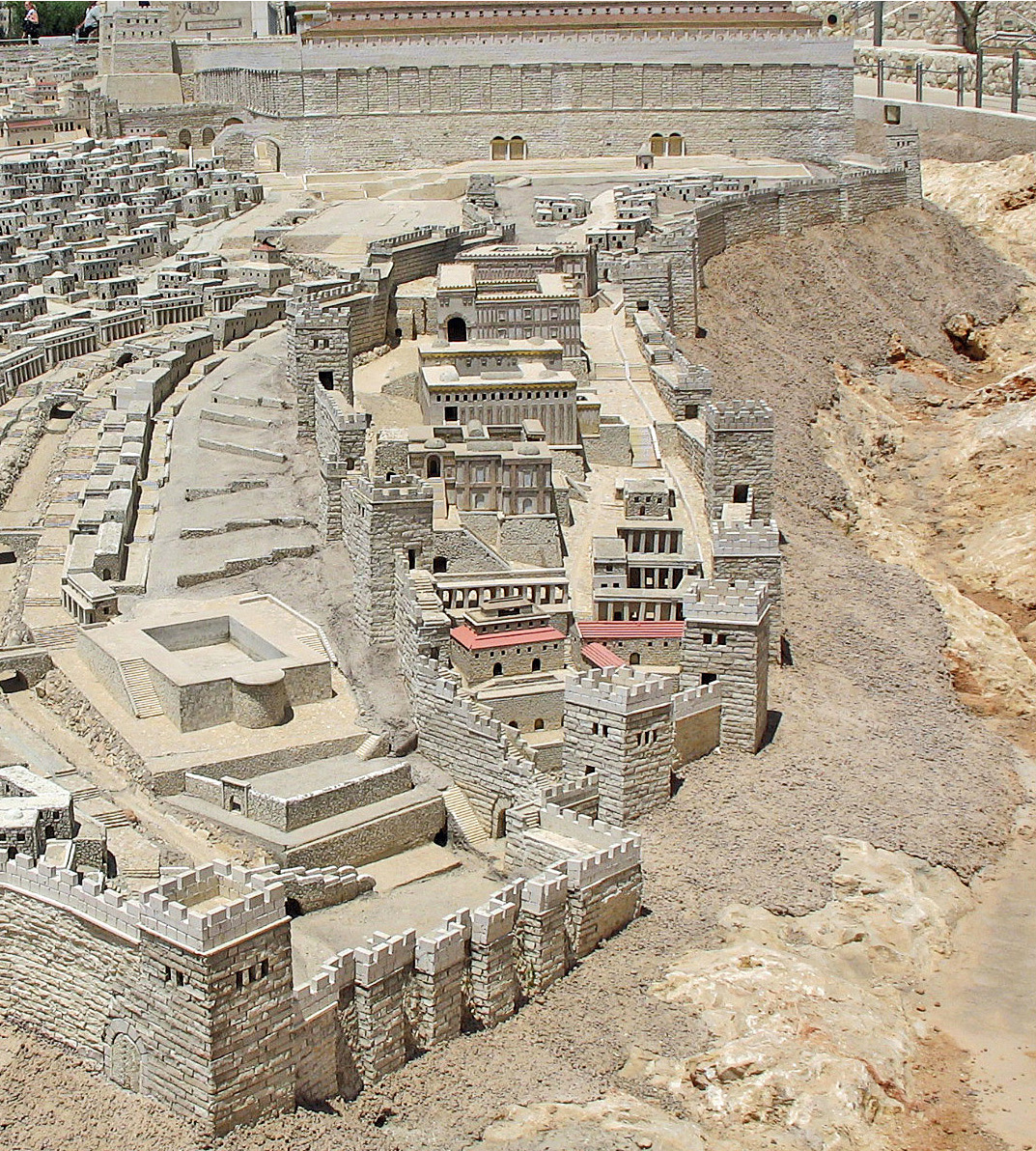
다윗성 모형

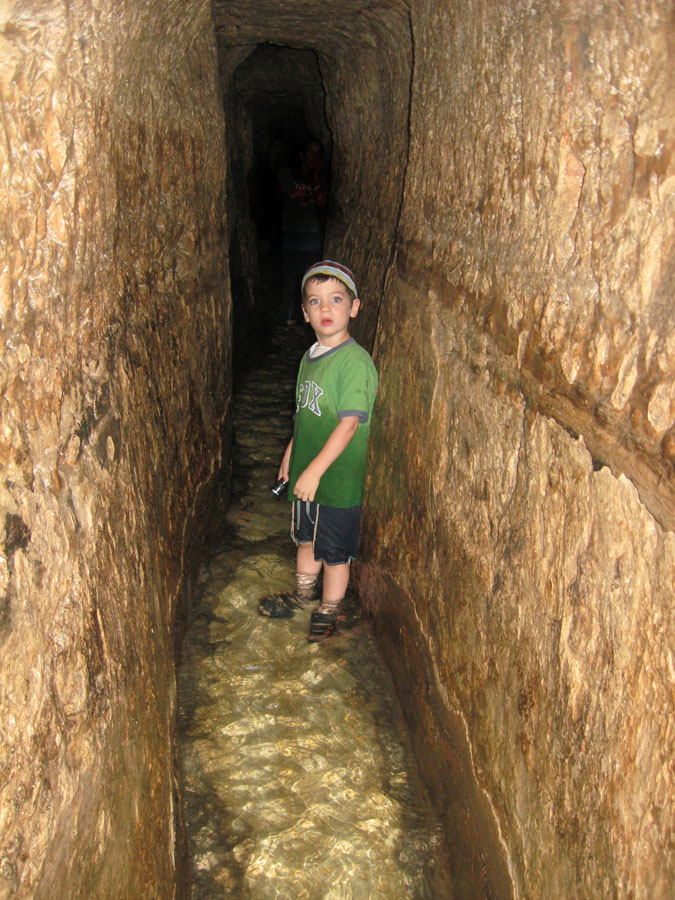
히스기야 터널(Hezekiah's tunnel) 안의 관광객, 2010

다윗성(City of David)은 예루살렘에서 가장 오래된 정착지이며 성서의 예루살렘으로 인식되는 곳이다. 전통에 따르면, 청동기 시대의 성벽으로, 다윗 왕이 왕궁을 짓고 수도 삼은 곳이다. 자연적으로는 서쪽의 티로펀 계곡(Tyropoeon Valley)과 남쪽의 힌놈 계곡(Hinnom valley), 동쪽의 기드론 계곡(Kidron Valley)을 통해 방어된다.
고대 다윗성은 오펠(Ophel)에 의해 성전산에서 분리되어, 이스라엘 규정 상 정부가 있는 곳으로, 민간인이 거주할 수 없는 지역이었다. 히스기야(Hezekiah) 시대에, 성벽이 서쪽으로 확장되어, 예루살렘 구시가와 성전산 서쪽을 부도심으로 포함하게 되었다.
현재는 유대인과 무슬림이 함께 거주하고 있으며, 고고학 공원으로 계획되어 있다.

## 개요
다윗시대의 예루살렘성을 의미하며 시온성이라고도 불린다. 모리아산에서 기드론 계곡 서쪽 언덕을 따라 실로암 연못까지 이르는 지역이다. 이 지역은 기원전 1,000년경 다윗왕이 에비스인의 요새를 점령하고 이스라엘의 수도를 건설한 곳으로 예루살렘의 가장 오래된 유적지이다. 이곳은 제1신전시대의 성벽 흔적인 느헤미야 성벽 등 많은 유적이 발굴 보존되어 있다.

## 고고학

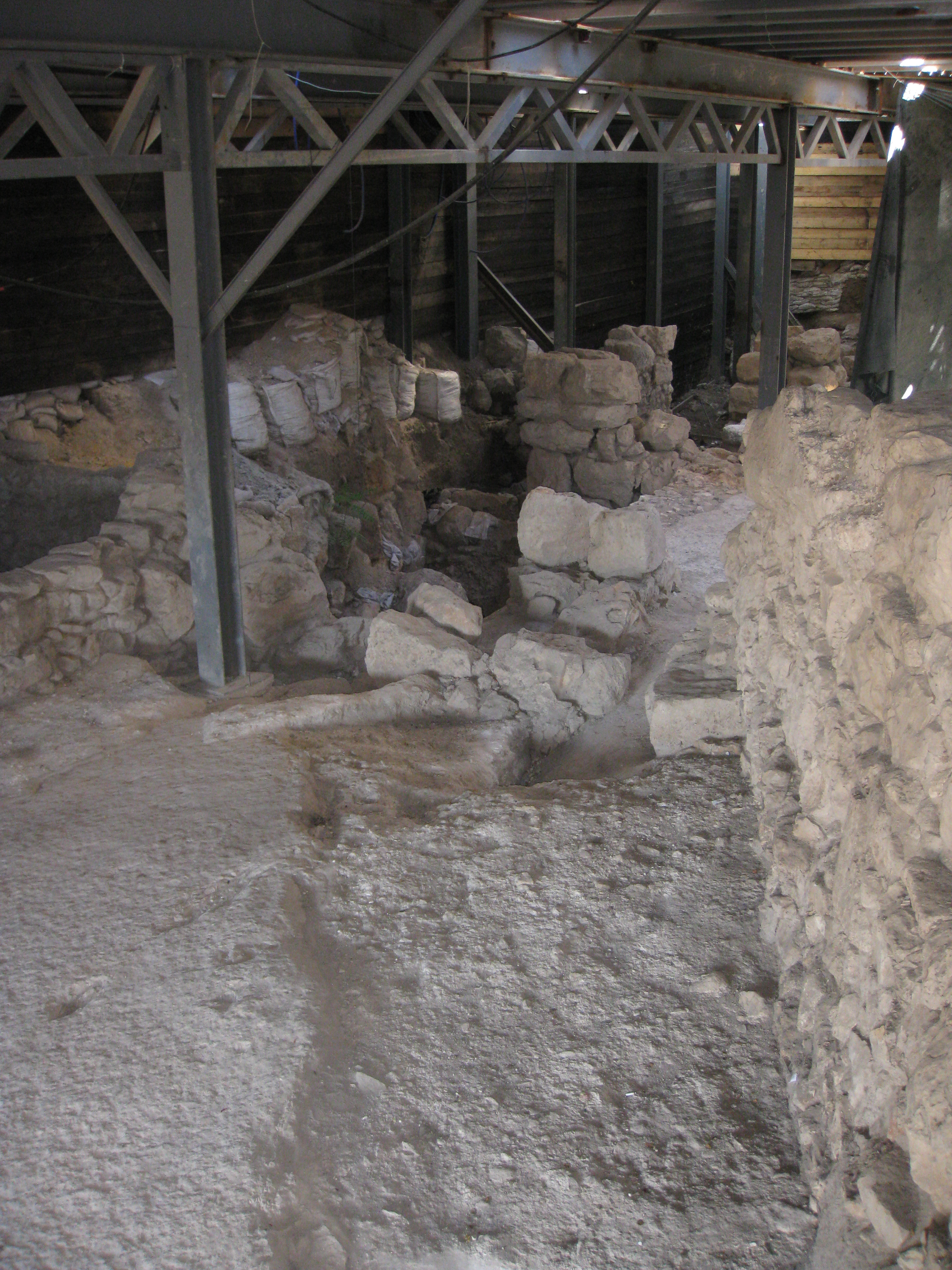
라지 스톤 스트럭쳐(Large Stone Structure)의 일부이며, 다윗왕궁의 유물로 추정된다.

구시가지와는 기드론 계곡을 통해 분리되어 있어, 19세기가 되어서야 고고학적 발굴이 시작되었다. 고고학적 관심이 많은 지역으로, 특히 히스기야 터널(Hezekiah's tunnel)은 실로암과 연결된 상수도 시스템이며, 워렌의 샤프트(Warren's shaft)는 그 이전의 상수도 시스템이며, 실로암 연못(Pool of Siloam)은 현재 비잔틴 시대의 연못(Byzantine-era pool)으로 확장되었는데 최근 제2성전 시대의 연못(Second Temple-period pool)이 발견되었다. 이들 상수도 시스템은 모두 기혼 샘(Gihon Spring)에서 물을 얻는데, 이는 오펠 동쪽 절벽(Ophel's eastern slope)에서 나오며, 다윗성이 이곳에 위치한 것도 이같은 상수도 시스템 때문이다.
기혼 샘과 실로암 연못은 고고학적 공원(archaeological park)으로 공개되었다. 관광객들은 히스기야 터널(Hezekiah's Tunnel)을 통할 수 있으며, 당시의 샘에서 물이 지금도 나온다.
찰스 워렌(Charles Warren)이 1867년 다음과 같은 동굴을 탐사하였다. the Ottoman Era digs , British Mandate era digs , Jordanian era digs  and of the early Israeli era digs 

### 찰콜리씩 (4500 - 3500 BCE)
찰콜리씩(Chalcolithic)은
Edwin C. M. van den Brink가 벧세메쉬(Beit Shemesh)와 모딘 마카빔 륱(Modi'in-Maccabim-Re'ut)에서 발견하였다. 엘리앗 마잘(Eilat Mazar)은 빗물을 모았다.

### 전기 청동기 시대 (3500 - 2350 BCE)
토기 파편

### 중기 청동기 시대 (2000 - 1550 BCE)
중기 청동기 시대 예루살렘은 기원전 19-18세기의 이집트 문헌에 여러번 언급된다. 이 시기는 성경의 멜기세덱(Melchizedek, 창세기 14:18-20) 시대로, 크고 강하게 "거대한" 돌 벽으로 기혼 샘 상수도 시스템을 보호하였다.

### 후기 청동기 시대 (1550 - 1200 BCE)
토기 및 청동화살촉이 발견된다.

### 철기시대 I (1200 - 980/70 BCE)

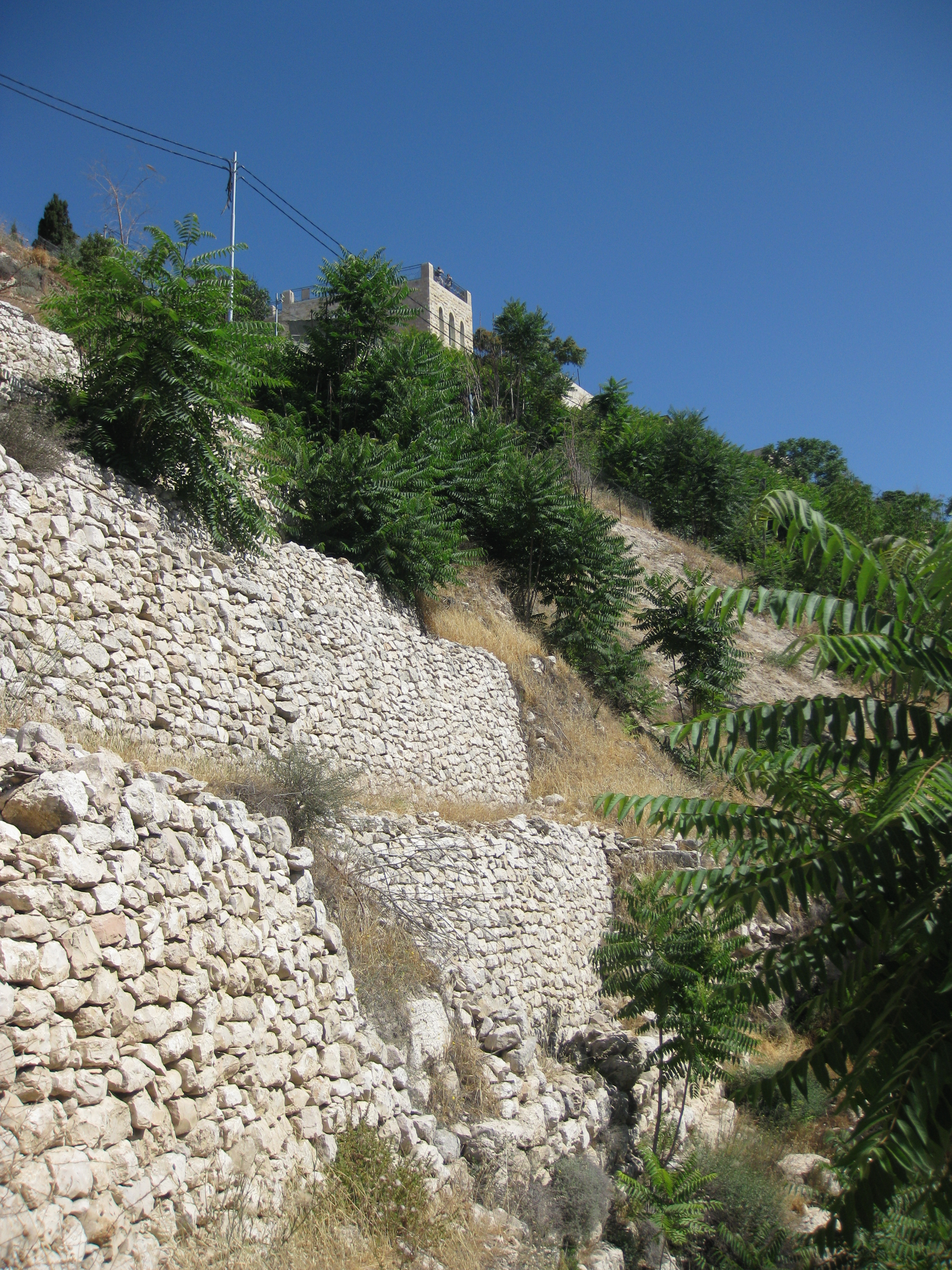
여부스(Jebusite) 성벽

여부스(Jebusite) 성벽은 기원전 12세기 전부터 있었으며, 성경에 따르면 다윗 왕은 성벽을 포위하고 기혼 샘의 상수도 시스템을 통해 성 위로 올라갔다고 한다. 솔로몬 왕 시대에 이스라엘은 여부스 성벽을 끊임없이 공격하고 성을 북으로 확장하여 성전산을 포함시켰다.

### 철기시대 III (8세기 - 586 BCE)
히스기야(Hezekiah) 왕부터 요시야(Josiah) 왕 및 느부갓네살(Nebuchadnezzar II)에 의한 유다왕국의 멸망기까지이다.
히스기야 왕은 히스기야 터널을 파서 상수도 시스템을 보호하였다. 실로암 연못을 만들어 상수원 보호(water reservoir)를 하고, 이를 둘러싸는 새 성벽(Broad Wall, Jerusalem city wall)을 쌓았다.

### 하스모닌(Hasmonean) 및 헤롯(Herodian) 시대 (167 BCE - 70 CE)
실로암 연못, 비아 돌로로사(Jerusalem pilgrim road), 헬레나 여왕의 궁전(the palace of Queen Helena of Adiabene) 및 예루살렘 워터 채널(Jerusalem Water Channel)이 대표적이다.

### 비잔틴 및 초기 이슬람 시대 (324 - 1099년)
비잔틴 시대의 맨션(mansion)은 유세비우스의 집(House of Eusebius)으로 불린다.

## 현대

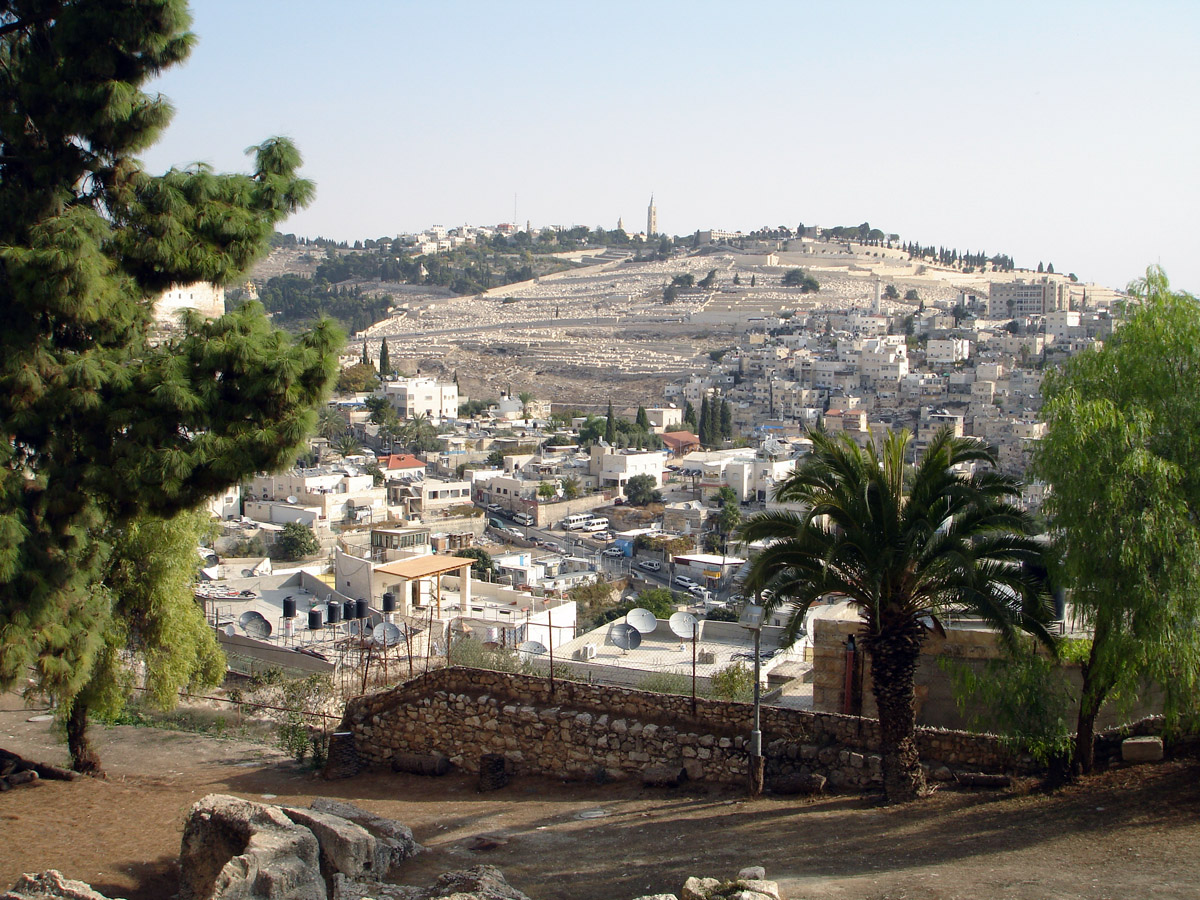
Ir David and the Mount of Olives

19세기 중반 스코틀랜드의 제임스 그라함(James Graham, 1853–57)이 찍은 사진에는 거주를 피해 온 일 다윗(Ir David)과 올리브나무가 보인다.
현대의 다윗성에는 1873-1874년부터 거주가 시작되었다. 메부카스(Meyuchas) 가족은 유대인 랍비 및 상인 가족으로 스페인 지배시절부터 예루살렘에 살다가, 성벽에서 짧은 거리 밖인 다윗성 언덕으로 이주했다. 영국통치 후기에는 실로암(Silwan)의 아랍 마을이 다윗성 언덕까지 확장되었다. 1948년 아랍-이스라엘 전쟁(Arab–Israeli War) 후, 다윗성 전 지역이 그린라인(Green Line) 동편으로 되어 요르단의 지배에 놓였다. 아랍인들은 다윗성 언덕에서 집을 지으며 1967년까지 거주한다. 1968년부터 1977년까지 이스라엘 탐사회(Israel Exploration Society)는 벤자민 마잘(Benjamin Mazar) 및 엘리앗 마잘(Eilat Mazar)의 지도 아래 오펠(Ophel)을 1차 발굴하였로암다.

## 같이 보기
- 실로암(Silwan)
- 제1성전(First Temple)